# Ovidiu Petre
Pour les articles homonymes, voir Petre.
Ovidiu Petre (né le 22 mars 1982 à Bucarest), est un footballeur roumain qui joue actuellement au Steaua Bucarest. Il peut jouer dans diverses positions mais il est la plupart du temps employé comme joueur de milieu de terrain défensif. Beaucoup le considèrent comme un véritable talent, toutefois son genou a été de nombreuses fois blessé ce qui a affecté sa carrière.
Le 25 mars 2008 il est décoré par le président roumain, Traian Băsescu pour la qualification à l'Euro 2008.

## Carrière club

### FC Național Bucarest (1999-03)
Sa carrière professionnelle commence en 1999 avec sa signature au FC Bucharest. Ovidiu Petre fait son apparition dans la Divizia A en 2000, quand il avait seulement 18 ans, alors qu'il jouait pour le FC national pour la coupe contre Rapide bucarest. Le FC national a perdu ce match 2-3, mais a découvert un joueur fabuleux, Ovidiu Petre. Au cours des deux premières saisons passées au FC national, il joue 10 machts. En 2001-2002, le FC national n'est pas le favori pour la coupe de Roumanie. Ovidiu Petre a amélioré ses performances et est devenu un joueur essentiel pour son équipe. Pour la coupe d'Europe, Ovidiu Petre a joué pour la coupe de l'UEFA avec le FC nationale Bucarest.

### Galatasaray (2003-05)
En 2003, il est transféré à Galatasaray. L'équipe turque l'a payé un million d'euros. Son premier match en Turkcell Super League se tient le 13 septembre 2003 contre Konyaspor : défaite 0-1. Il joue quatre rencontres avec Galatasaray au cours de la saison 2003-2004 pour la Ligue des Champions de l'UEFA. Il est ensuite transféré à la fin de la saison 2004-2005 à Politehnica Timișoara.

### FCU Politehnica Timișoara (2005-06)
Après trois saisons passées aux Poli Timisoara, l'entraîneur qui a lancé Ovidiu Petre, Cosmin Olăroiu, Poli signe un contrat avec Steaua Bucarest. Après négociations, Petre obtient son transfert au Steaua pour la saison 2006-2007.

### Steaua Bucarest (depuis 2006)
En août 2006, il signe pour le Steaua Bucarest, ou Petre retrouve Cosmin Olăroiu. Il fait ses débuts pour le Steaua le 9 septembre 2006 avec une victoire contre FC Arges (1-0). Il marque son premier but pour le Steaua contre son ancienne équipe, Poli Timisoara. En 2007-08, la saison où il marque deux buts consécutifs, un avec Pandurii Targu-Jiu, et l'autre dans le Derby avec CFR Cluj, que le Steaua a gagné 3-1. Ses premiers matchs en Ligue des Champions sont joués contre le FC Séville. Il marque mais le Steaua s'incline 1-2.

### Carrière internationale
Petre a honoré 23 sélections pour la Roumanie et a marqué un but.

## Palmarès
- Vice-Champion de Roumanie en 2002 avec le Național Bucarest
- Finaliste de la Coupe de Roumanie en 2003 avec le Național Bucarest
- Vainqueur de la Coupe de Turquie en 2005 avec Galatasaray
- Vice-Champion de Roumanie en 2007 et 2008 avec le Steaua Bucarest